# Hulla
Hulla era una figlia di Tarhunna nella mitologia ittita.